# Rue des Lombards
Pour les articles homonymes, voir Lombard.
La rue des Lombards est une voie piétonne, ancienne, située dans les 1er et 4e arrondissements de Paris.

## Situation et accès

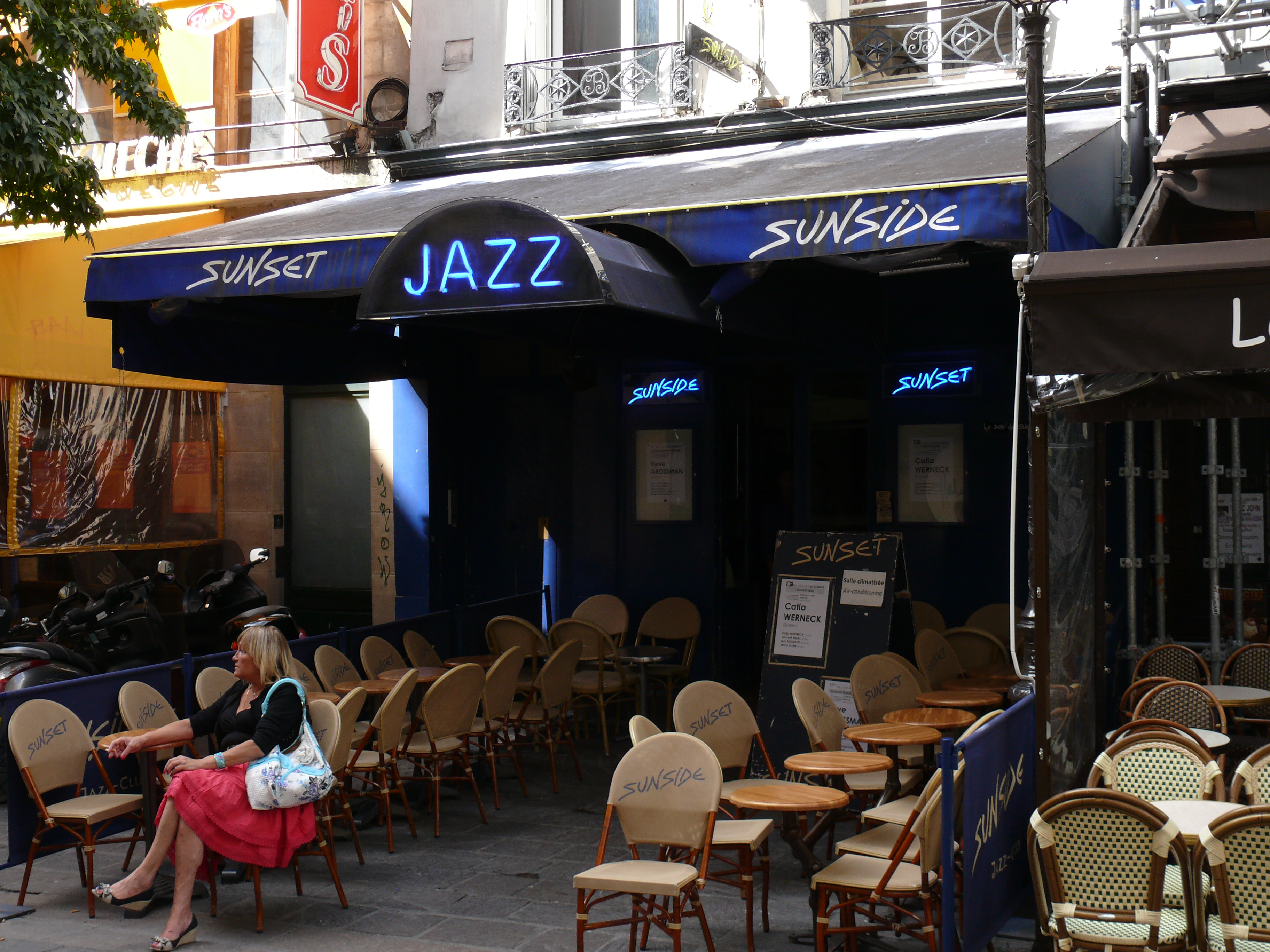
Le club de jazz Sunset-Sunside, rue des Lombards.

Cette voie se trouvant entre la rue de Rivoli au sud, le centre Pompidou au nord, le quartier des Halles à l'ouest et celui du Marais à l'est, est l'une des plus anciennes et des plus vivantes de Paris. Elle accueille notamment plusieurs clubs de jazz.
La rue des Lombards permet de rejoindre la rue Sainte-Opportune depuis le boulevard de Sébastopol. Autrement dit, elle permet de rejoindre le cœur du quartier des Halles. À son autre extrémité, elle trouve son prolongement naturel dans la rue de la Verrerie, et ensuite dans la rue du Roi-de-Sicile, traversant ainsi de part en part le quartier du Marais et ses bars.
Tout comme le quartier où elle se situe, la rue est extrêmement animée et hétéroclite. On y trouve des bars en tout genre : gays, hard-rock-métal, clubs de jazz, pubs anglo-saxons, bistrots auvergnats, bars à chichas, etc.
Le Sunset-Sunside, le Baiser Salé et le Duc des Lombards rappellent qu'elle fut une des rues où se concentrait l'animation jazz des nuits parisiennes.
Elle est de nos jours un des hauts lieux de la vie gay parisienne.
Elle est accessible par les lignes 1, 4, 7, 11 et 14 à la station Châtelet et par les lignes 1 et 11 à la station Hôtel de Ville, par la gare RER Châtelet - Les Halles (lignes A, B et D), ainsi que par de nombreux bus.

## Odonymie
Elle tire son nom des banquiers lombards qui s'y étaient établis au XIIIe siècle.

## Histoire
La rue qui faisait partie d'un axe est-ouest prolongé par la rue de la Verrerie et la Rue du Roi-de-Sicile antérieur à la création de l'enceinte de Philippe-Auguste vers 1200, qui s'embranchait à la rue Saint-Antoine est une des plus anciennes de Paris. Elle est située à l'intérieur de la première enceinte de la rive droite datant du  Xe ou du XIe siècle.
Cette rue était complètement bâtie en 1250. En 1300, elle portait le nom de « rue de la Buffeterie ».
Elle est citée dans Le Dit des rues de Paris, de Guillot de Paris, sous le nom de « rue de la Buffeterie » ; « buffetier » signifiant, en vieux français, marchand de vins.
Son nom actuel lui fut donné en 1322, date à laquelle les Lombards,commerçants, banquiers et usuriers, s'installent dans le quartier, dont notamment la famille des Tolomei. Les Lombards étant connus pour leur sens du commerce, ce terme était devenu synonyme d'usurier : 

« Dieu me garde de quatre maisons,

De la taverne, du Lombard,

De l'hospital et de la prison. »

— Gabriel Meurier, Trésor des Sentences, XVIe siècle.

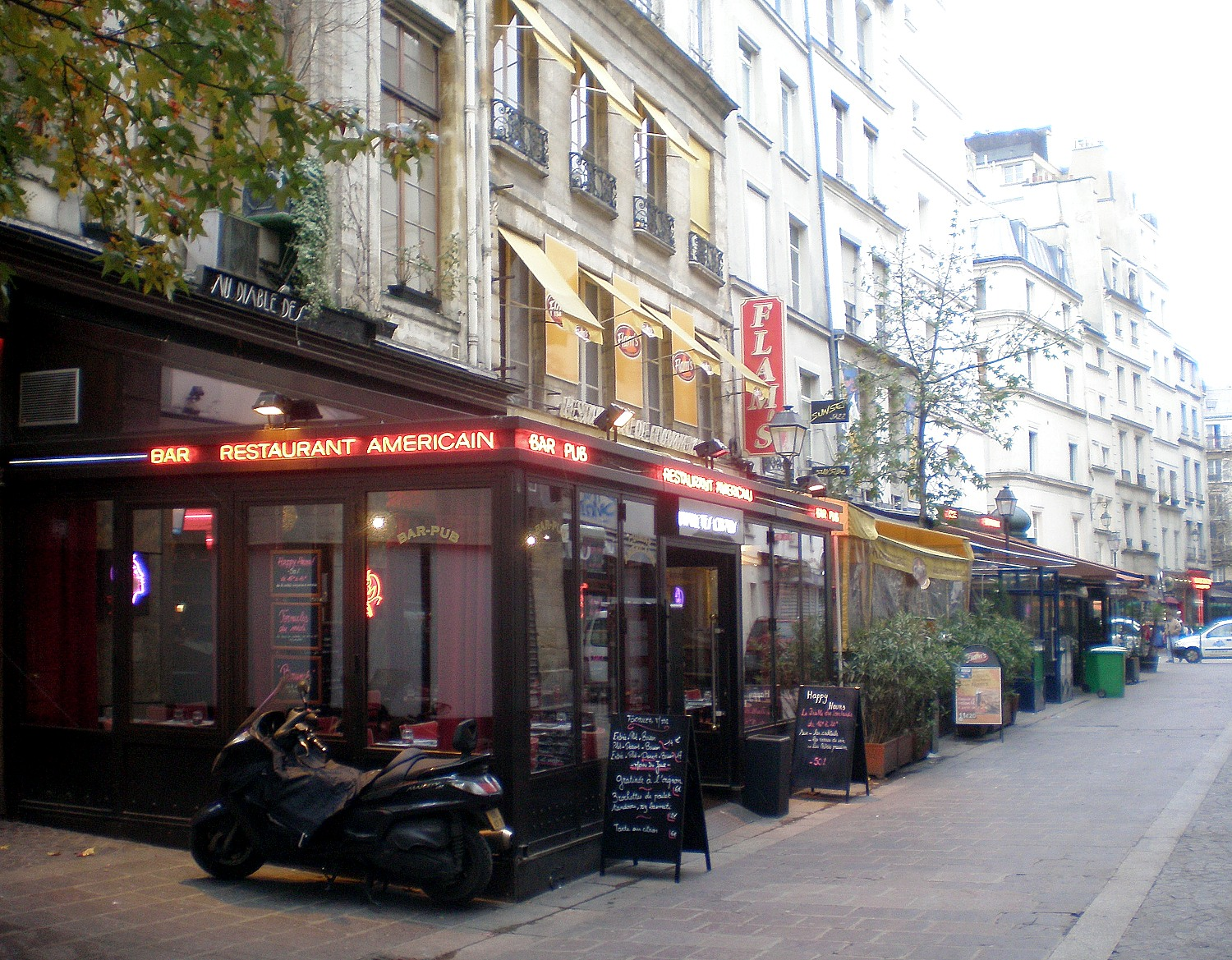
Rue des Lombards en 2010.

De 1612 à 1636, elle est appelée « rue de la Pourpointerie ». Les pourpointiers confectionnaient des pourpoints, un vêtement masculin.
Elle est citée sous le nom de « rue de la Pourpointerie » dans un manuscrit de 1636.
En 1702, la rue, qui fait partie du quartier de Saint-Jacques-de-la-Boucherie, comporte 61 maisons et 10 lanternes.
En 1877, la rue de l'Aiguillerie, située entre la rue Saint-Denis et la rue Sainte-Opportune, est annexée à la rue des Lombards.
Une décision ministérielle du 18 vendémiaire an VI (9 octobre 1797) signée Letourneux fixe la moindre largeur de cette voie publique à 10 mètres. Cette largeur est portée à 13 mètres, en vertu d'une ordonnance royale du 19 juillet 1840.

## Bâtiments remarquables et lieux de mémoire
- Le concierge du no 8 est, le 13 février 1831, le probable premier mort parisien de la deuxième pandémie de choléra qui tua en six mois 18 402 personnes[7].
- No 8 : le rez-de-chaussée a été, de 1970 à 1973, le siège parisien du mouvement Ordre nouveau.
- Au no 10, la troupe du Splendid (Christian Clavier, Michel Blanc, Gérard Jugnot, Thierry Lhermitte, Josiane Balasko, Marie-Anne Chazel, Bruno Moynot et Claire Magnin) s'établit en 1974.
- No 12 : porte À côté de l'ymage Nostre Dame.
- No 14 : portait comme enseigne L'Ymage Nostre Dame, avec une cave médiévale, une chapelle souterraine chargée d’histoire. Elle a été construite au XIIIe siècle par le puissant ordre des Templiers, dans le but d’en faire un site d’échanges financiers et commerciaux. Elle a également servi de cachette temporaire à Ravaillac avant qu'il ne soit arrêté pour l’assassinat d’Henri IV au 13, rue de la Ferronnerie, rue parallèle à la rue des Lombards. Pendant la Révolution enfin, la chapelle aurait servi de lieu de rassemblement pour des messes secrètes du clergé[8].
- No 33 : Jean Joseph May, Joseph Mathieu, dit d'Épinal, et Victor-Nicolas Bouton y ont habité en 1839.
- À l'angle des nos 33 bis et 20, rue Saint-Denis se situait l'hôpital Sainte-Catherine.
- No 39 : c'est là qu'est mort de phtisie, le 12 février 1831, le chansonnier et goguettier Émile Debraux[9].
- No 42 : site de la maison Oudard, fabricant de guimauve, dès le XVIIIe siècle.
- No 44 : René Dubail, homme politique, y est né en 1813.
- Au no 47, puis 57 était établie, à l'enseigne La Renommée, la confiserie de Nicolas Appert, qui inventa dans ses ateliers en 1795 le procédé d’appertisation[10].
- No 56 (angle du no 31, rue Saint-Denis) : place Gastine.
- No 58 : entre 1972 et 1977, site de la boutique underground counterculture Open Market fondée par Marc Zermati.
- No 82 : le maître gantier parfumeur Michel Adam y ouvre sa boutique La Reine des fleurs en 1774. Elle est à l'origine de la maison L.T. Piver.

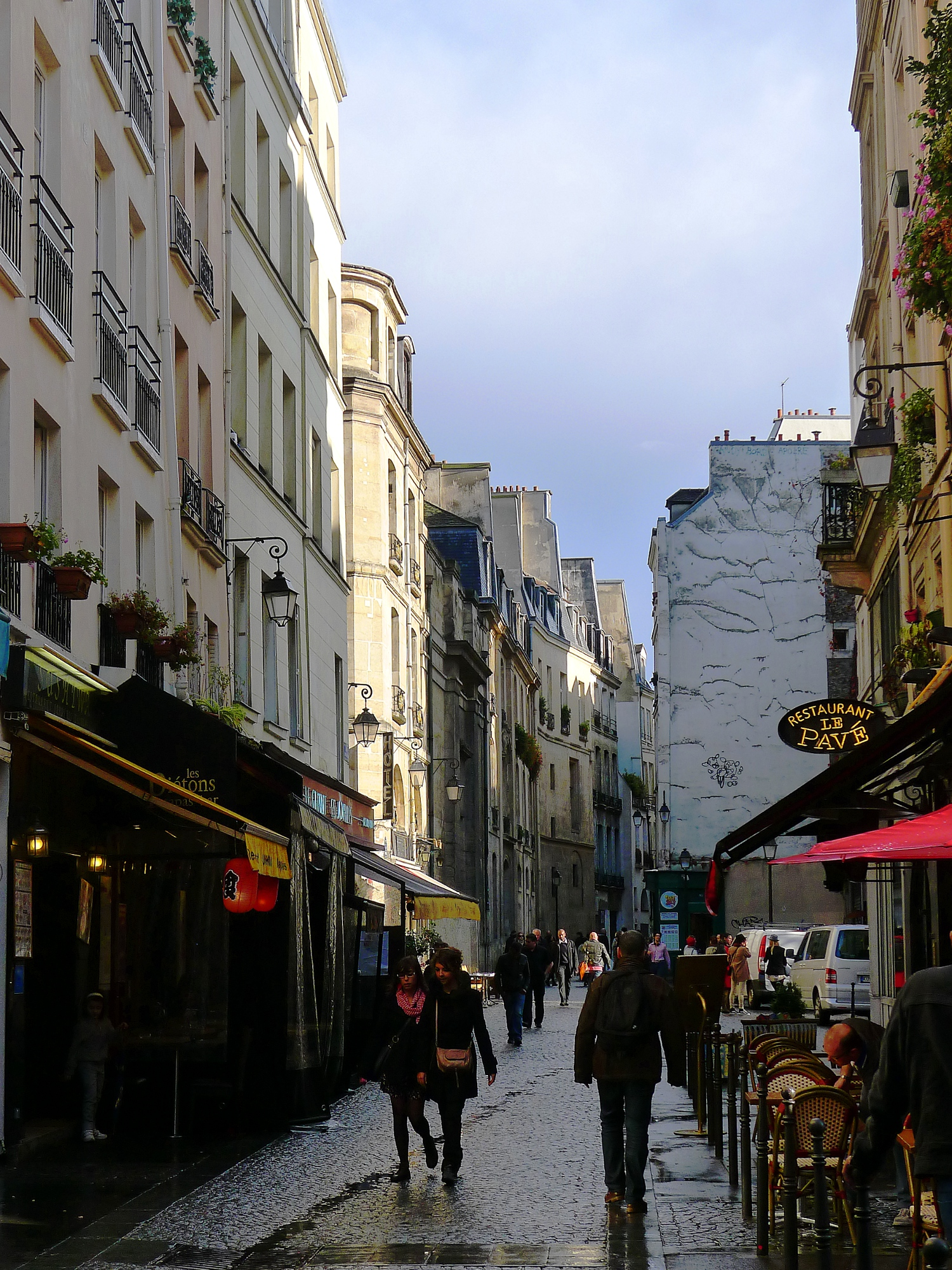
Rue des Lombards à proximité de la rue Saint-Martin.
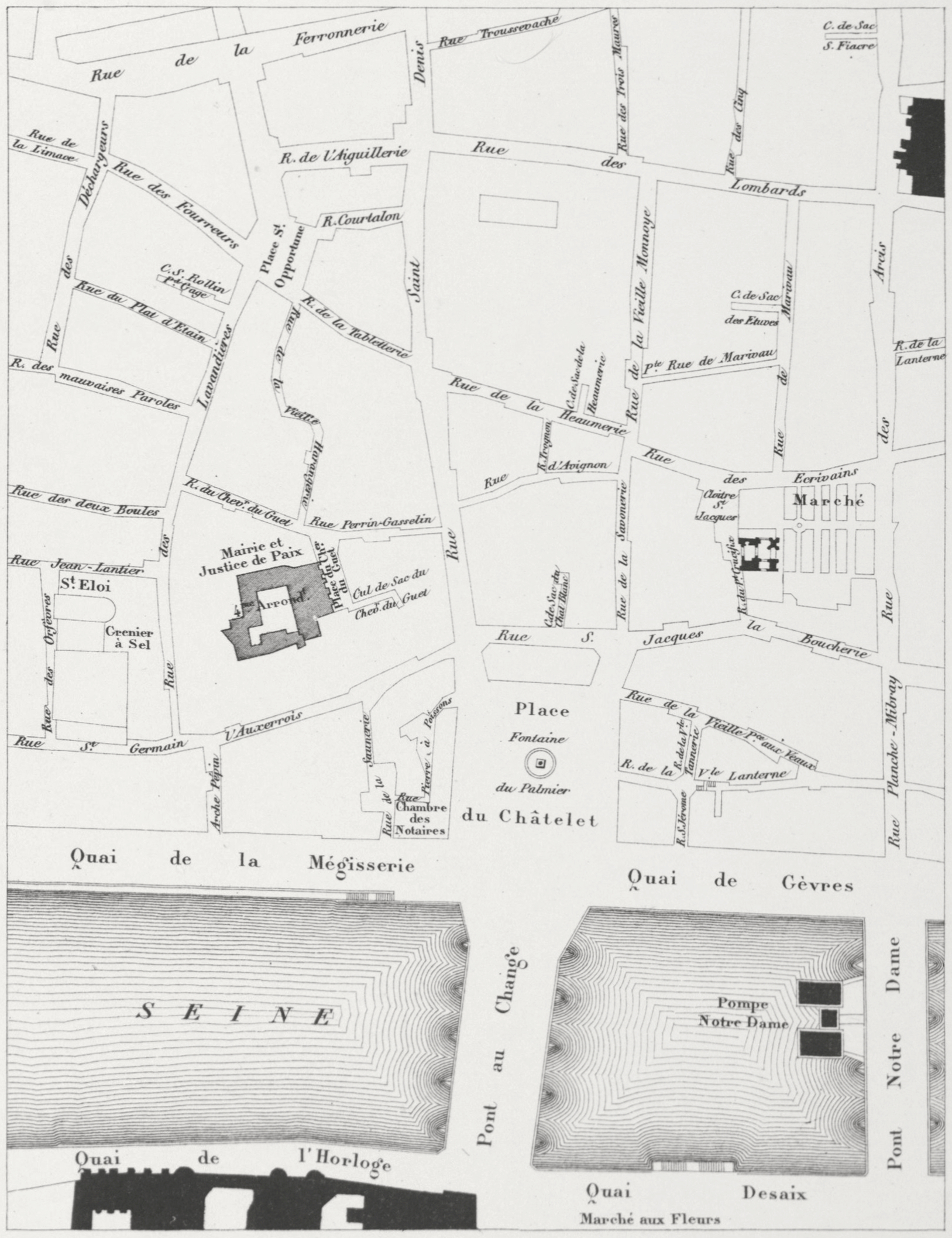
Quartier du Châtelet en 1836.
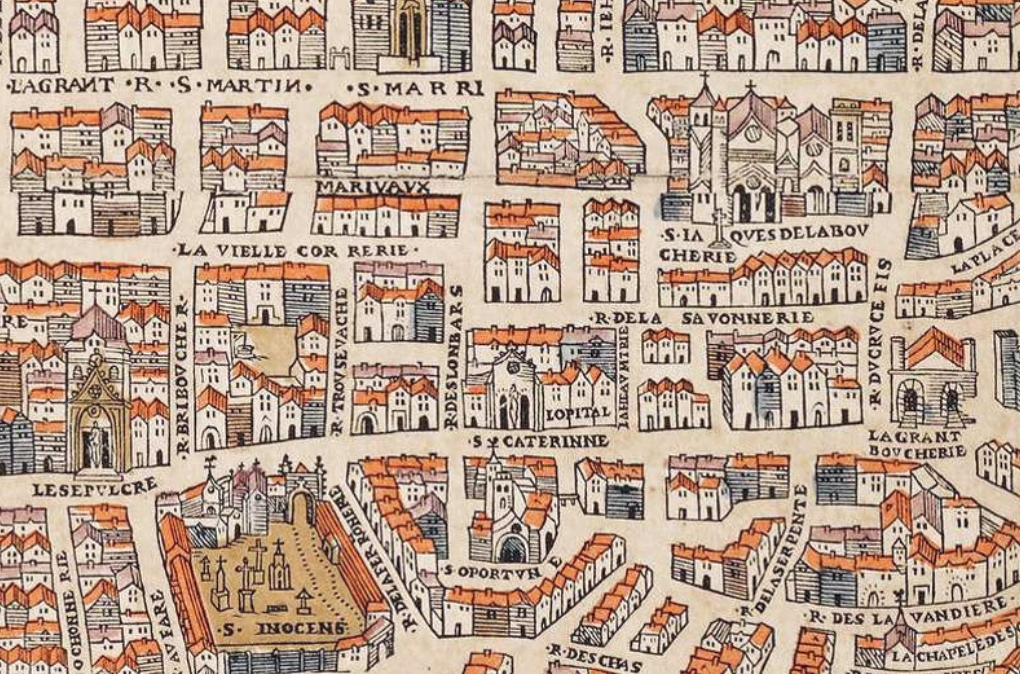
Détail du plan de Braun et Hogenberg vers 1530. Emplacement de l'hôpital Sainte-Catherine.

### Maison du poids du Roi
Cette maison, qui était située rue des Lombards, existait encore au début du XVIIIe siècle. On y déposait les étalons ou modèles des poids et mesures.
Jusqu'au règne de Louis VII, les rois de France étaient les seuls propriétaires de cet établissement et des privilèges qui y étaient attachés.
La propriété fut ensuite cédée à diverses personnes avant d'être acquise définitivement par le chapitre de Notre-Dame qui l'a conservée jusqu'à la Révolution.
En 1321, le prévôt de Paris, sur l'ordre qu'il en reçut du parlement de Paris, fit ajuster les poids à la Monnaie, alors située rue de la Vieille-Monnaie. Il fut fait trois étalons dont l'un fut remis aux épiciers, et les deux autres déposés à la Monnaie et au poids du roi. En 1484, ce droit leur fut conféré par de nouvelles ordonnances. Ils l'exerçaient à l'égard de toute espèce de marchands ; les orfèvres seuls relevaient directement de la Monnaie. Les épiciers étaient accompagnés, dans leurs visites, d'un juré-balancier nommé par le prévôt de Paris, sur leur présentation.
Jusqu'en 1434, les poids dont on se servait n'étaient que des masses de pierre, façonnées et ajustées.
Philippe V le Long, par son règlement de 1321, avait formé le dessein d'établir en France une seule et même mesure. Pour les frais de cette réforme, il proposa un subside mais l'impôt ne put être levé et l'ordonnance tomba dans l'oubli. Louis XI eut plus tard la même pensée : la noblesse s'opposa, ainsi que le clergé, à cette amélioration.
Par un décret du 1er août 1793, la Convention ordonna cette uniformité, et par la loi du 18 germinal an III (7 avril 1795) fixa l'époque où elle deviendrait obligatoire. C'est au savant Prieur de la Côte-d'Or qu'est due l'adoption de l'unification du système métrique et l'usage du calcul décimal.

## Dans la culture
- Henri Duponchel, décorateur de théâtre, scénographe et metteur en scène, est né rue des Lombards en 1794.
- Jane Evelyn Atwood a photographié le milieu de la prostitution parisienne dans les années 1970, en particulier dans la rue des Lombards[12].
- Les Simpson, saison 27, épisode 20 - Souvenirs de Paris.
- En 1985, le groupe de jazz fusion UZEB publie le titre 60 rue des Lombards sur l'album Between The Lines.
- En 1986, dans sa chanson Extérieur Nuit, la rue des Lombards est citée au tout début par Bernard Lavilliers : « Toi le rôdeur, tu cherches un blues dans la rue des Lombards ».